# 只石布久美
只石 布久美（ただいし ふくみ、1972年6月29日 - ）は写真家。東京都目黒区中目黒出身。

## 人物
桂由美帯同カメラマンとしてパリ・コレクション等の撮影を手掛ける。活動拠点は東京都渋谷区南平台のstudio JOSUI。VALX株式会社が運営するダイエットコンシェルジュなどのメディアにおける写真撮影に携わり、フィットネスモデルやボディービルダーの撮影を得意とする。VALX株式会社創業者の只石昌幸は夫。
夫と共に長男のWorld Robot Olympiad 2018 Thailand出場とOpen Category Elementary部門での世界8位入賞をサポートした。

## 撮影
- 2017年11月　ベストボディ・ジャパン協会主催 BEST BODY JAPAN2017
- 2018年11月　ベストボディ・ジャパン協会主催 BEST BODY JAPAN2018[6]
- 2019年1月　Yumi Katsura 2019 Spring & Summer Couture Collection in Paris
- 2019年7月　Yumi Katsura 2019 Autumn & Winter Couture Collection In Paris
- 2019年11月　RIZAPボディメイクグランプリ2019
- 2019年11月　ベストボディ・ジャパン協会主催 BEST BODY JAPAN2019
- 2019年12月　味の素アミノバイタル 月井隼南

## 個展・グループ展
- 2019年4月　ヒルサイドテラス R415 - EBISU PHOTO グループ展[7]